# Palachia hayati
Palachia hayati is een vliesvleugelig insect uit de familie Torymidae. De wetenschappelijke naam is voor het eerst geldig gepubliceerd in 1989 door Narendran & Sureshan.